# Nandesari INA
Nandesari INA là một thị xã và là một khu vực công nghiệp quy hoạch (industrial notified area) của quận Vadodara thuộc bang Gujarat, Ấn Độ.

## Nhân khẩu
Theo điều tra dân số năm 2001 của Ấn Độ, Nandesari INA có dân số 2815 người. Phái nam chiếm 54% tổng số dân và phái nữ chiếm 46%. Nandesari INA có tỷ lệ 73% biết đọc biết viết, cao hơn tỷ lệ trung bình toàn quốc là 59,5%: tỷ lệ cho phái nam là 78%, và tỷ lệ cho phái nữ là 67%. Tại Nandesari INA, 17% dân số nhỏ hơn 6 tuổi.